# Africa Inland Mission
Die Africa Inland Mission (AIM) ist ein evangelikales Missionswerk, das 1895 durch Peter Cameron Scott gegründet wurde und sich auf Afrika konzentriert. Das erklärte Ziel ist, dass „christuszentrierte Kirchen unter allen afrikanischen Völkern errichtet werden“ („Christ-centered churches established among all African peoples“). Das Kapsowar Hospital in Kenia wurde 1933 durch die Missionsgesellschaft gegründet.

## Geschichte
Die Anfänge der Africa Inland Mission gehen zurück auf Peter Cameron Scott (1867–1896). Er war ein schottisch-amerikanischer Missionar, der zwei Jahre lang im Kongobecken eingesetzt war, bevor er 1892 zu medizinischer Behandlung nach Großbritannien gehen musste. Er wäre fast an einer Tropenkrankheit gestorben. Im Verlauf seiner Genesung entwickelte er die Idee, ein Netzwerk von Missionsstationen aufzubauen, welches sich von der Südostküste Afrikas bis ins Innere zum Tschadsee erstrecken sollte. Es gelang ihm nicht Kirchen für die Idee zu gewinnen, auch nicht seine eigene, aber er konnte einige Freunde in Philadelphia dafür begeistern. 1895 gründeten sie das Philadelphia Missionary Council.

### Anfänge
Die Mission legte keinen großen Wert auf spezialisiertes Training, sondern versuchte, Stammesangehörige durch Hingabe und Moral zu gewinnen. Das Council wurde von Reverend Charles Hurlburt geleitet, dem Präsidenten des Pennsylvania Bible Institute, der Organisation, welche in den Anfangsjahren auch die meisten Missionare entsandte.

### Erste Entsendung
Am 17. August 1895 zog die erste Missionarsgruppe (mission party) los. Die Gruppe bestand aus Scott, seiner Schwester Margaret und sechs weiteren Missionaren. Sie langten im Oktober an der afrikanischen Küste an und in wenig mehr als einem Jahr gründeten sie ein Netzwerk von Missionsstationen.
Die Mission hatte zunächst die Stationen Nzaui, Sakai, Kilungu, Kangundo (Manyatta) in Kenia. Im Laufe der Zeit kamen zusätzliche Missionare aus Kanada und den Vereinigten Staaten und die Gruppe wuchs auf fünfzehn Missionare an.

### Scotts Tod
Im Dezember 1896 verstarb Peter Scott an „Schwarzwasser-Fieber“ (Malaria). Die Missionsgesellschaft löste sich im folgenden Jahr beinahe auf, als die meisten Missionare entweder verstarben oder aufgaben. Das Council übernahm mehr Verantwortung für die Arbeit und ernannte Hurlburt zum Direktor der Mission. Er zog mit seiner Familie nach Afrika und in den nächsten zwei Dekaden bot er eine starke, wenngleich nicht unbestrittene Führung im Hauptquartier, welches 1903 in Kijabe, Kenia, eingerichtet wurde.

### Wachstum der Mission
Nach der Gründung von Kijabe gründete die Missionsgesellschaft Stationen in Mataara (1908), Kinyona (1911) und eine Apotheke (dispensary) in Kapsowar (1933), heute ein Krankenhaus. Von den einheimischen Kikuyu, die Interesse für die Mission und deren Aktivitäten zeigten, wurden viele aus den unteren Schichten der Gesellschaft angezogen. Diejenigen, denen es an Macht und Besitz fehlte, so genannte ahoi (Landlose) und Menschen, die weder mbari- noch riika-Anführer sein konnten. Die AIM bot diesen Menschen eine Alternative, während andere dagegen ausgeschlossen wurden. Sie bot euch einigen eine Zuflucht vor den ungeheuerlichen Aspekten der Herrschaft durch Kolonialhäuptlinge und ihre Kolonialherren und eine Gelegenheit für das, was einige als befriedigenderes geistliches Leben innerhalb des christlichen Glaubens betrachteten.
Von Kenia aus erweiterte die Mission ihre Arbeit auf benachbarte Länder. 1909 wurde eine Station im damaligen Deutsch-Ostafrika gegründet, dem späteren Tansania. 1912 zog Theodore Roosevelt die Fäden, indem er die belgische Regierung überzeugte, dass eine Missionsstation in Belgisch Kongo eröffnet werden konnte. Die Arbeit begann 1918 in Uganda, im Französischen Äquatorialafrika (Zentralafrikanische Republik) 1924, im Sudan 1949 und auf den Inseln des Indischen Ozeans 1975. Neben der Evangelisation betrieben die Missionare Kliniken, Schulen, Verlage und Radioprogramme. Die Rift Valley Academy wurde in Kijabe für Missionarskinder gegründet. Das Scott Theological College in Kenia diente der Ausbildung von afrikanischen Kirchenführern. Die Kirchen, die von der Mission in jedem ihrer Arbeitsgebiete gegründet wurden, wurden zu verschiedenen unabhängigen Africa Inland-Kirchen herangebildet, die weiterhin eng mit der heutigen Missionsgesellschaft zusammenarbeiten.

### Ziele
Die Africa Inland Mission vertritt das Ziel, dass „christuszentrierte Kirchen unter allen afrikanischen Völkern errichtet werden“ („Christ-centered churches established among all African peoples“). Jesus Christus soll zu all jenen gebracht werden, die noch nie von ihm gehört haben. AIM möchte den neu zum Glauben Gekommenen helfen, einen starken und gesunden Glauben zu entwickeln und ihn in einer reifenden Kirche einzusetzen. Die Missionsorganisation will Investitionen in die Leben von derzeitigen und zukünftigen Kirchenführern machen, damit sie effektiv die Leben von anderen verbessern in Afrika und darüber hinaus. Das Missions Handbook formuliert: „reifende Gemeinden zu gründen … durch die Evangelisierung unerreichter Volksgruppen und die effektive Vorbereitung von Gemeindeleitern“ („to plant maturing churches...through the evangelization of unreached people groups and the effective preparation of church leaders“).